# 17170 Vsevustinov
A 17170 Vsevustinov (ideiglenes jelöléssel 1999 NS25) a Naprendszer kisbolygóövében található aszteroida. A LINEAR projekt keretében fedezték fel 1999. július 14-én.